# Хьюмасон, Милтон
Милтон Хьюмасон (англ. Milton Lasell Humason, 1891−1972) — американский астроном.

## Биография
Родился в штате Миннесота, в семье крупного банкира. В 14 лет бросил школу и с 1917 начал работать в обсерватории Маунт-Вилсон — вначале разнорабочим, потом ночным ассистентом. Несмотря на отсутствие у него специального образования в тот момент, проявил незаурядные способности наблюдателя, и по распоряжению Д. Э. Хейла вскоре был зачислен в штат научных работников. Работал в обсерватории Маунт-Вилсон до своей отставки в 1957.
Основные труды в области спектральных характеристик звёзд и галактик. В начальный период своей деятельности совместно с У. С. Адамсом и А. X. Джоем участвовал в программе определения спектральных абсолютных величин 4179 звёзд; получил большое число снимков туманностей и звёздных областей. В 1928 успешно продолжил начатые в обсерватории Маунт-Вильсон систематические спектральные наблюдения слабых галактик с целью определения их скоростей. Разработал специальную методику для фотографирования спектров слабых галактик на 100-дюймовом, а затем и на 200-дюймовом рефлекторах; в 1930—1957 определил лучевые скорости 620 галактик. Выполнил спектральные наблюдения большого числа сверхновых, бывших новых и слабых голубых звёзд, включая белые карлики. В 1961 году открыл комету (1961e), отличавшуюся высокой активностью на больших расстояниях от Солнца.
В 1919 году по поручению Уильяма Пикеринга, который занимался поисками планеты Плутон, Хьюмасон сфотографировал области вокруг предсказанного положения планеты и действительно получил изображение Плутона на некоторых фотопластинках. Однако изображение Плутона на одной из двух лучших пластинок пришлось на небольшой брак эмульсии (на первый взгляд оно казалось частью этого брака), в то время как на другой пластинке изображение планеты оказалось частично наложенным на какую-то звезду, поэтому открыть Плутон Хьюмасону не удалось.
Был членом ряда научных обществ.
В его честь назван кратер на Луне.